# Country Music Television
Pour les articles homonymes, voir CMT (homonymie).
CMT, sigle original de Country Music Television, est une chaîne de télévision américaine appartenant à Viacom Media Networks, spécialisée dans le mode de vie de la musique country. Elle diffuse des émissions de téléréalité, des séries télévisées ainsi que des films, mais ne diffuse presque plus de vidéoclips et biographies reliées à la musique country.
Elle a une déclinaison canadienne et australienne.

## États-Unis
La chaîne a été lancée le 5 mars 1983 par Glenn D. Daniels sous le nom de CMTV, mais le V a été retiré à la suite de plaintes de MTV. Elle était dédiée à diffuser des vidéoclips de musique country 24 heures par jour alors que sa compétition, The Nashville Network (en) (TNN), lancée deux jours plus tard, était dédiée au style de vie country.

Logo introduit lorsque MTV a acheté le réseau en 2000.

En 1991, Opryland USA (Gaylord Entertainment Company), propriétaire de TNN, a fait l'acquisition de CMT pour $30 million. En septembre 1993, CMT lance CMT Europe pour le service européen British Sky Broadcasting, mais faisant face à des dettes de $10 millions, CMT Europe a fermé ses portes le 31 mars 1998.
Le 1er janvier 1995, une nouvelle chaîne spécialisée, New Country Network (NCN) est entrée en ondes au Canada et conséquemment, CMT a été retiré de la liste des services américains admissibles au Canada. En guise de représailles, CMT a retiré de son catalogue tous les artistes canadiens n'ayant pas de contrat de disques aux États-Unis. Au mois de mars 1996, les vidéoclips sont revenus après avoir acquis 20 % des parts dans NCN, qui a conséquemment été renommé CMT le 31 octobre 1996.

Logo utilisé jusqu'en 2017.

En 1997, CMT et TNN ont été vendus à Westinghouse, le propriétaire du réseau CBS, pour $1,5 milliard. En 1999, Viacom a fait l'acquisition de CMT et TNN et les a placés sous la direction de MTV Networks. En transférant des émissions, séries et films sur CMT (comme MTV et VH1), TNN est devenu The National Network en 2001, puis Spike TV en 2003.

## Programmation

### Séries originales
- Mabe in America (2008)
- Working Class (en) (2011)
- Bounty Hunters (en) (2013)
- Still the King (2016–2017)[1]
- Nashville[2] (2012–2016 sur ABC, 2017–2018 sur CMT)
- Sun Records (en) (2017)[3]

### Émissions et téléréalité
- Chainsaw Gang (2012)
- CMT Crossroads (en) (depuis 2002)
- CMT Hot 20 Countdown (depuis 2013)
- Dallas Cowboys Cheerleaders: Making the Team (en) (depuis 2005)
- Dog and Beth: On the Hunt (en) (2013–2015)
- Guntucky (en) (2013–2014)
- I Love Kellie Pickler (depuis 2015)
- Party Down South (en) (2014–2016)
- Redneck Island (depuis 2012)
- Steve Austin's Broken Skull Challenge (en) (depuis 2014)

## Europe
CMT Europe était une chaîne de télévision européenne appartenant à Gaylord Entertainment et qui a fermé ses portes en raison de finance.

## Canada
CMT Canada est une chaîne spécialisée de catégorie A appartenant à Corus Entertainment (90 %) et ViacomCBS (10 %) et diffuse essentiellement la même programmation que son équivalent américain.

## Australie
CMT est une chaîne de télévision australienne appartenant à ViacomCBS UK & Australia.